# Goodyera micrantha
Goodyera micrantha är en orkidéart som beskrevs av Rudolf Schlechter. Goodyera micrantha ingår i släktet knärötter, och familjen orkidéer.
Artens utbredningsområde är Costa Rica. Inga underarter finns listade i Catalogue of Life.